# Emanuel von Bodman

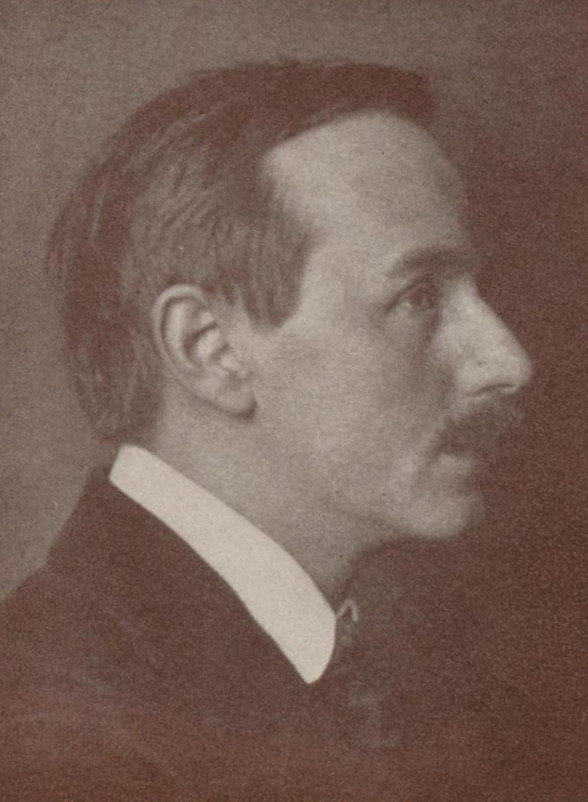
Emanuel Bodman

Johann Franz Immanuel August Heinrich Freiherr von und zu Bodman, genannt Emanuel von Bodman, (* 23. Januar 1874 in Friedrichshafen; † 21. Mai 1946 in Gottlieben) war ein deutscher Schriftsteller und Dichter.

## Familie
Emanuel von Bodman stammte aus der badischen Adelsfamilie Bodman; seine Eltern waren der württembergische Offizier Franz Freiherr von und zu Bodman (1822–1894) und Luise (Sophie) Witz (1838–1874).
Seine erste Frau war Clara Czolbe, die er am 28. Dezember 1897 heiratete. Nach der Scheidung der ersten Ehe 1902 war er bis zur Ehescheidung 1909 mit Blanche von und zu Bodman, geborene Freiin von Fabrice, (* 1880 in Ziegelhaus bei Lindau, † 1968 in Ludwigshafen am Bodensee) verheiratet. Von 1914 bis zu seinem Tode war er mit Clara Herzog (* 1890 in St. Gallen; † 1982 in Gottlieben) verheiratet. Sein einziges Kind, die 1904 in der Ehe mit Blanche von Bodman geborene Tochter Sophie, starb noch im Jahr der Geburt.

## Leben
Emanuel von Bodman lebte als Kind in Kreuzlingen und besuchte das Gymnasium in Konstanz. Nach seinem Studium in Zürich (Immatrikulation zum Sommersemester 1894), München, und Berlin wählte er das schweizerische Gottlieben als Wahlheimat. Er wohnte zunächst gegenüber dem Schloss Gottlieben auf Tägerwiler Gemeindegebiet, nach der Heirat mit Clara Herzog lebte er von 1920 bis zu seinem Tode in einem ehemaligen Handelshaus am Gottliebener Dorfplatz. Sein Haus war Treffpunkt vieler Künstler wie Richard Dehmel, René Schickele, Wilhelm von Scholz, Rainer Maria Rilke, Ludwig Finckh, Ludwig Klages und Hermann Hesse.
Emanuel von Bodman schrieb mehrere Dramen, Erzählungen und Hunderte von Gedichten; sein Gesamtwerk wurde nach seinem Tode in einer zehnbändigen Gesamtausgabe publiziert. Er wurde als Lyriker, Erzähler und Dramatiker in der Tradition der Neuromantik und des Neoklassizismus gesehen. 1940 wurde er mit dem Literaturpreis der Stadt Zürich geehrt.
Das Gottliebener Haus ist Sitz der Thurgauische Bodman-Stiftung. 1999 wurde das erste Literaturhaus am See mit einem Museum untergebracht.

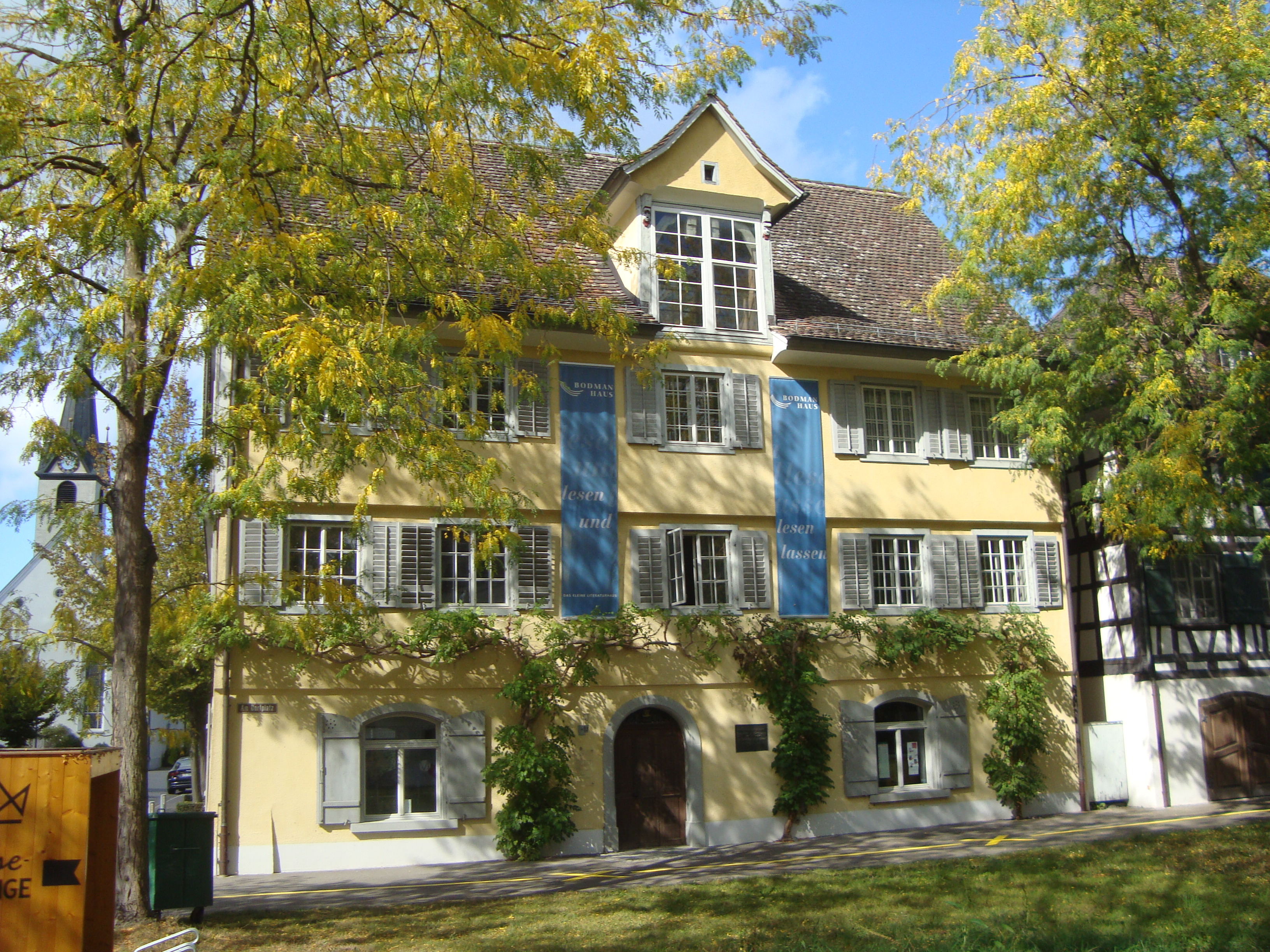
Bodmanhaus in Gottlieben

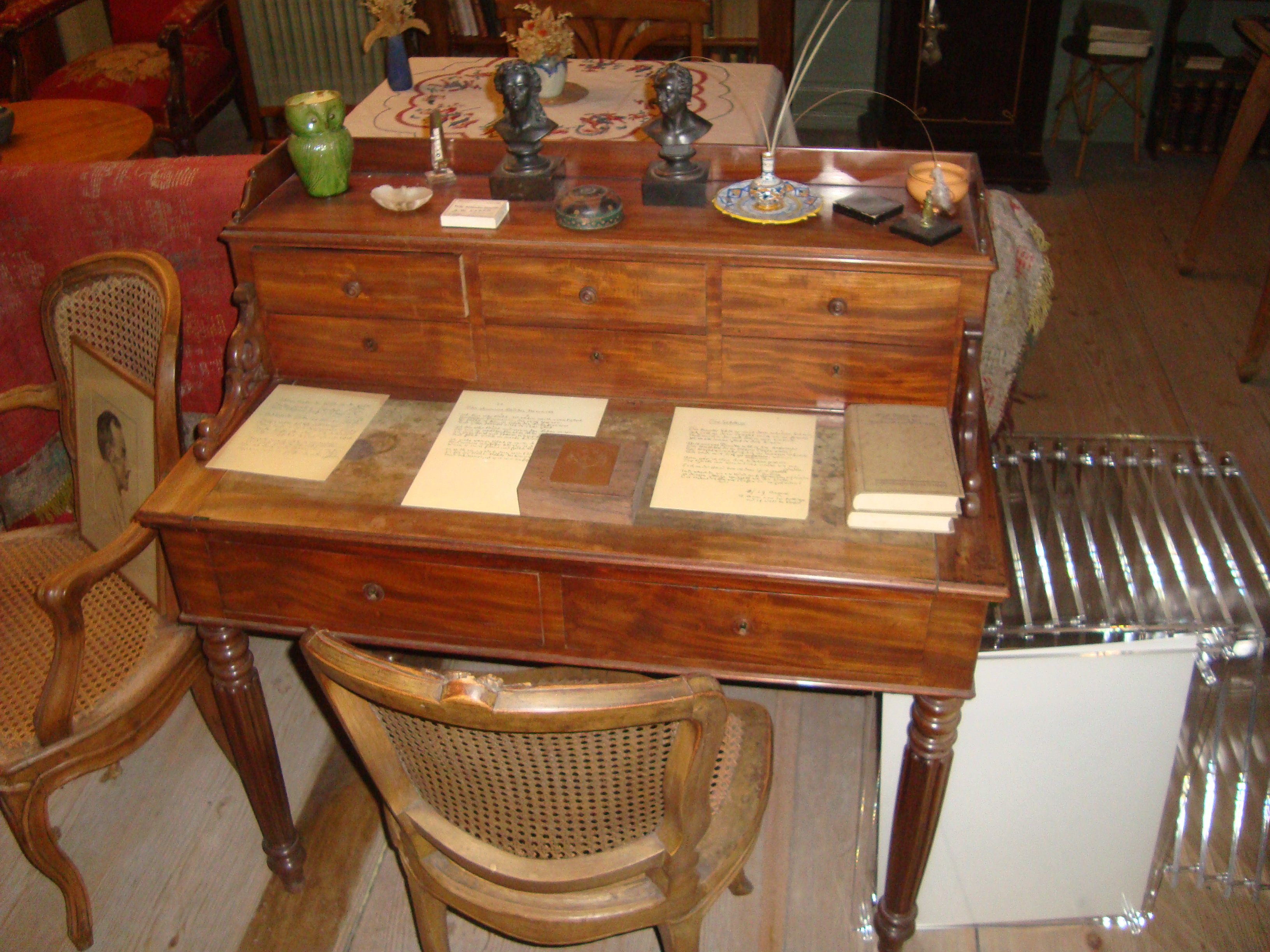
Der Schreibtisch des Dichters im Bodmanhaus

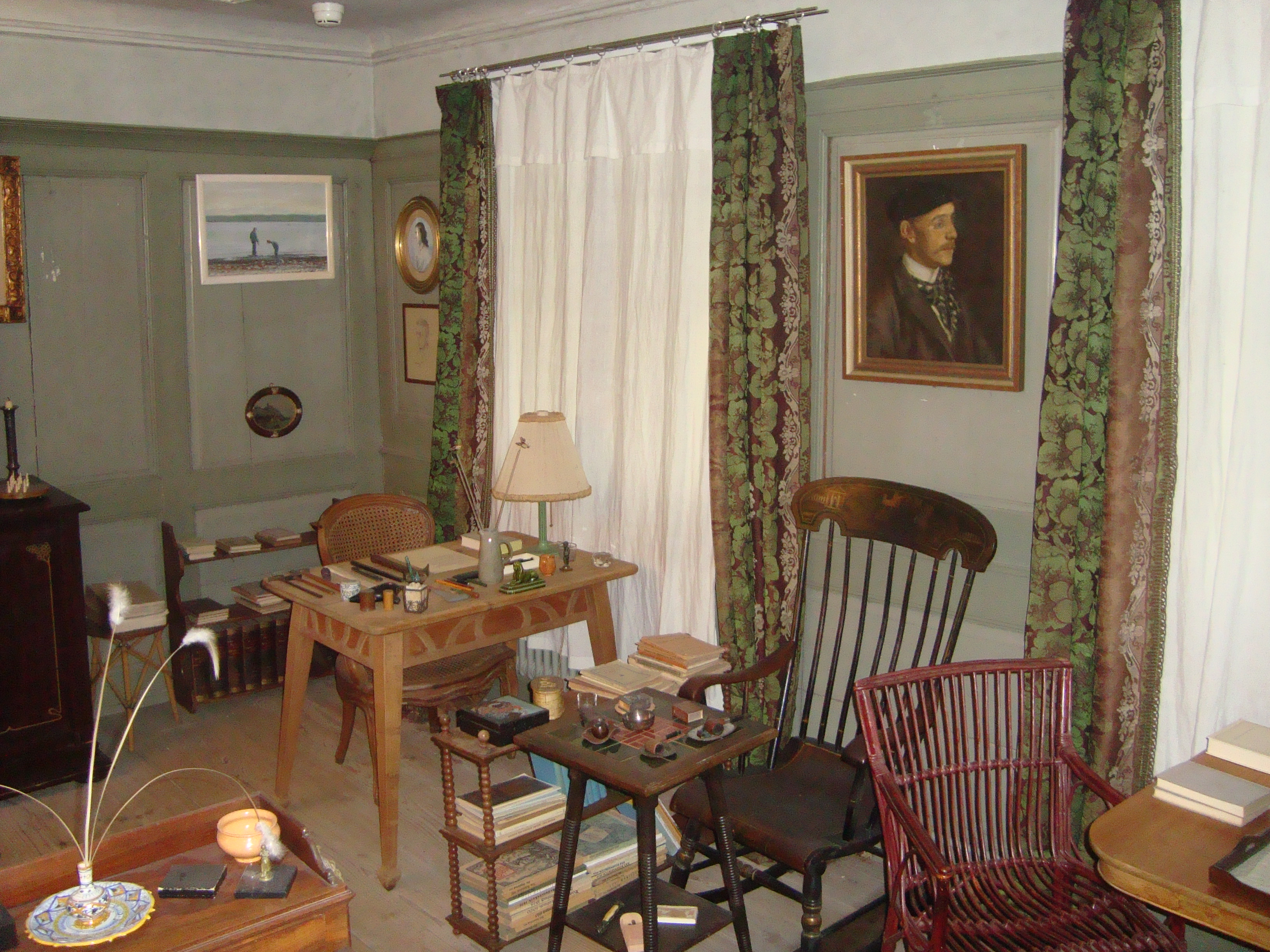
Blick ins Dichterzimmer im Bodmanhaus

## Werke
- Der Fremdling von Murten, Berlin 1907
- Mein Vaterland, Mannheim 1914
- Schicksal und Seele, Stuttgart 1918
- Das hohe Seil, Stuttgart 1981
- Erwachen, Stuttgart 2005

### Gesamtwerk (Erstausgabe)
- Karl Preisendanz (Hrsg.): Die gesamten Werke. Reclam, Stuttgart.
  - Der Wandrer und der Weg. 1960.
  - Der Tiefe Brunnen. 1952.
  - Herz eines Bildners. 1951.
  - Dramen. 1954.
  - Dramen II. Donatello. 1957.
  - Dramen III. Hans Waldmann. 1957.
  - Buch der Kindheit. 1952.
  - Das hohe Seil. Erzählungen und Novellen I. 1955.
  - Das Mädchen im Spiegel. Erzählungen und Novellen II. 1955.
  - Vermischte Schriften. 1960.